# Umbral de audición

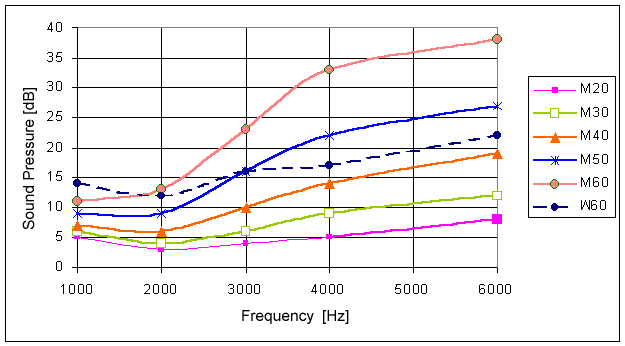
Umbrales de audición para hombres (M) y mujeres (W) entre las edades de 20 a 60

El umbral de audición es la intensidad mínima de sonido capaz de provocar sensación auditiva en el oído humano, es el nivel mínimo de un sonido para que logre ser percibido. Aunque no siempre este umbral sea el mismo para todas las frecuencias en el espectro de la audición.
El valor normal se sitúa entre 0 dB y 25 dB. En frecuencias muy bajas, como 40 Hz, está alrededor de 70 dB; En frecuencias medias, como 400 Hz, está alrededor de 10 dB; y, para frecuencias superiores a 10 000 Hz sube a 20 dB. Esto es así porque a altas frecuencias el umbral de audición necesita una mayor presión. 
El umbral de audición, para la media de los humanos, se fija en 20 µPa (20 micropascales = 0,000 02 pascales), para frecuencias entre 1 kHz y 4 kHz, habiendo pequeñas variaciones de intensidad entre ambos. Para sonidos que se encuentren en frecuencias más altas o más bajas se requiere mayor presión para excitar el oído. Esto quiere decir que la Respuesta del oído para diferentes frecuencias es desigual.
El umbral de audición varía con la edad. El paso del tiempo deteriora las células ciliadas del órgano de Corti, lo que tiene como consecuencia que cada vez percibamos peor las frecuencias altas. 
Cada frecuencia tiene un nivel de presión necesario para que el oído detecte la misma sonoridad en todas. Una frecuencia de 125 Hz a un nivel de 15 dB (tono puro) sería casi inaudible para el oído humano. Variando la frecuencia en torno a los 500 Hz, manteniendo la presión de 15 dB, se podría escuchar perfectamente el sonido. En 2 kHz el umbral de audición se fija en 0 dB y a 4 kHz es incluso menor de 0 dB, ya que a 3600 Hz se encuentra la frecuencia de resonancia del oído en humanos sanos.
Los 0 dB se expresan en intensidad como 10–12 W/m² y en variación de la presión como 2·10–5 N/m².

## Presión para diferentes frecuencias
Por debajo de 2000 Hz y según se va bajando en frecuencia, el oído se vuelve menos sensible. Los umbrales de audición para frecuencias menores de 2 kHz son:
| dB | Hz   |
| -- | ---- |
| 3  | 1000 |
| 7  | 500  |
| 11 | 250  |
| 21 | 125  |
| 35 | 63   |
| 55 | 31   |

Originalmente (curvas calculadas por Fletcher y Munson), el umbral de audibilidad había sido definido como la mínima presión necesaria para percibir un sonido senoidal de 1 kHz. La presión necesaria para ello es de 20 μPa (o una intensidad de 0,98 pW/m2 a 1 atm y 25 °C), valor tomado además como referencia para la determinación de valores absolutos. Es decir, el umbral de audibilidad es de 0 dB para 1 kHz.
Sin embargo, cálculos más recientes de las curvas (Robinson y Dadson) mostraron que, si se mantiene el valor de como valor de referencia, el umbral de audibilidad es de +3 dB para 1 kHz.
El oído se hace menos sensible para frecuencias superiores a 4 kHz pero no tanto como en bajas frecuencias. Se perciben fluctuaciones hacia otras frecuencias debido a la colocación en el campo sonoro.
El umbral de audición es la mínima presión sonora que se requiere para que el oído se excite. El límite se encuentra en 130 dB, siendo este el umbral de dolor donde ya empieza a causar daños al oído. El principal afectado es el oído medio. Cuando se pasa mucho tiempo expuesto a niveles superiores de 130 dB se producen perdidas de audición permanentes.
La mayoría de los sonidos usados comúnmente en música tiene solamente componentes que aparecen en la forma de parciales por encima de los 5 kHz, y no como frecuencias fundamentales. Pensemos que el do más agudo en el piano tiene una frecuencia fundamental de 4224 Hz. La determinación de altura allí se hace difícil.
En acústica predominan los logaritmos a la hora de tratar las frecuencias: representaciones, gráficas y demás. El motivo principal es que el oído humano interpreta las frecuencias de manera casi logarítmica. En el eje de frecuencias de cualquier gráfica de las vistas hasta ahora, las marcas pasan de una frecuencia (por ejemplo 1000 Hz) al doble (2000 Hz). La apreciación subjetiva de un oyente será que hay la misma distancia entre un tono de 200 Hz y otro de 400, que entre uno de 1000 Hz y otro de 2000 Hz. Sin embargo, la "distancia" en frecuencia en el primer caso es de 200 Hz y en el segundo de 1000 Hz.
Las curvas muestran dos formas diferentes de medir el umbral de audibilidad, la mínima presión audible (MAP) y el mínimo campo audible (MAF).
Las diferencias fundamentales entre una curva y otra (la zona entre los 1,5 y los 6 kHz) están dadas principalmente por las resonancias producidas en el pabellón y el canal auditivo externo. El oído externo aumenta la presión sonora en el tímpano en unos 15 dB para frecuencias entre 1,5-6 kHz. La transmisión del oído medio es más eficiente para frecuencias medias.